# 報恩寺 (綾瀬市)

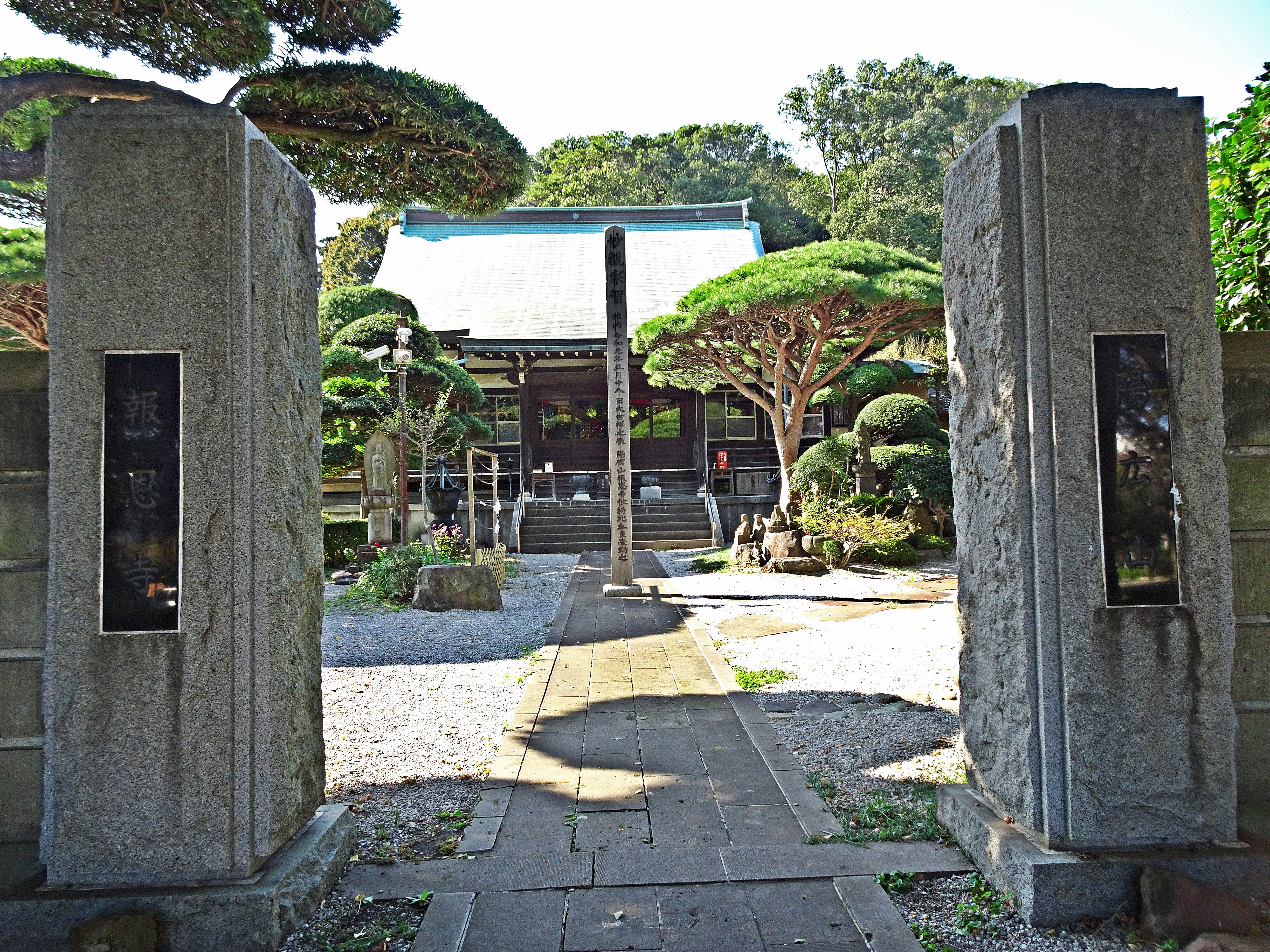
山門

報恩寺（ほうおんじ）は、神奈川県綾瀬市に所在する曹洞宗の寺院。

## 歴史
1601年（慶長7年）、後藤右近の開基である。ただ一説によると、鎌倉時代に当地を所領としていた渋谷氏が創建した「法音寺（ほうおんじ）」を継承したともいわれている。

## 蓼川観音堂
境内には、「蓼川観音堂」と呼ばれる小堂がある。元々は別の場所にあったが、1939年（昭和14年）、厚木基地の建設に伴い移設された。「蓼川（たでかわ）」とは、旧所在地の地名に由来する。

## おたすけ観音
当寺第27世住職太嶽洞源は、徴兵により陸軍に入営、台湾の生蕃（台湾原住民）討伐に参加した。作戦中、太嶽洞源は滝の中に観音菩薩を拝し、「観音様がついていてくださるから、敵の弾に当たる事がない。」と確信、そのご利益もあってか、無事復員することができた。当寺帰還後、太嶽洞源は観音様に感謝し、多くの石造観音を彫り境内に安置した。第二次世界大戦中は、銃弾が当たらない「おたすけ観音」「弾除観音」として、多くの参詣者が訪れたという。

## 交通アクセス
- 相鉄本線さがみ野駅より徒歩35分。
- 神奈中バス観音入口より徒歩5分。